# NSB El 18
De El. 18, ook wel lok 2000 genoemd, is een elektrische universele locomotief voor het personenvervoer van de Norges Statsbaner (NSB). De El. 18 afgeleid van de SBB Re 460

## Geschiedenis
De elektrische locomotieven werden in 1994 aangeschaft voor gebruikt door Norges Statsbaner (NSB) om passagierstreinen op de Sørlandsbanen, Bergensbanen, Dovrebanen, Vestfoldbanen en de Østfoldbanen. Deze locomotief is ontwikkeld uit de serie locomotieven van de serie 460 voor de SBB

## Constructie en techniek
De locomotieven zijn opgebouwd met een lichtstalen frame en frontdelen van GVK. De locomotief is voorzien van GTO thyristor-gestuurde driefasige asynchrone motoren.

## Nummers
Deze locomotieven werden door de Norges Statsbaner (NSB) als volgt genummerd:
| Lijst van de El. 18 |                         |                         |             |
| Nummer              | Eigenaar                | UIC nummer              | Opmerkingen |
| 2241                | Norges Statsbaner (NSB) | 91 76 01 18 241-8 N-NSB |             |
| 2242                | Norges Statsbaner (NSB) | 91 76 01 18 242-6 N-NSB |             |
| 2243                | Norges Statsbaner (NSB) | 91 76 01 18 243-4 N-NSB |             |
| 2244                | Norges Statsbaner (NSB) | 91 76 01 18 244-2 N-NSB |             |
| 2245                | Norges Statsbaner (NSB) | 91 76 01 18 245-9 N-NSB |             |
| 2246                | Norges Statsbaner (NSB) | 91 76 01 18 246-7 N-NSB |             |
| 2247                | Norges Statsbaner (NSB) | 91 76 01 18 247-5 N-NSB |             |
| 2248                | Norges Statsbaner (NSB) | 91 76 01 18 248-3 N-NSB |             |
| 2249                | Norges Statsbaner (NSB) | 91 76 01 18 249-1 N-NSB |             |
| 2250                | Norges Statsbaner (NSB) | 91 76 01 18 250-9 N-NSB |             |
| 2251                | Norges Statsbaner (NSB) | 91 76 01 18 251-7 N-NSB |             |
| 2252                | Norges Statsbaner (NSB) | 91 76 01 18 252-5 N-NSB |             |
| 2253                | Norges Statsbaner (NSB) | 91 76 01 18 253-3 N-NSB |             |
| 2254                | Norges Statsbaner (NSB) | 91 76 01 18 254-1 N-NSB |             |
| 2255                | Norges Statsbaner (NSB) | 91 76 01 18 255-8 N-NSB |             |
| 2256                | Norges Statsbaner (NSB) | 91 76 01 18 256-6 N-NSB |             |
| 2257                | Norges Statsbaner (NSB) | 91 76 01 18 257-4 N-NSB |             |
| 2258                | Norges Statsbaner (NSB) | 91 76 01 18 258-2 N-NSB |             |
| 2259                | Norges Statsbaner (NSB) | 91 76 01 18 259-0 N-NSB |             |
| 2260                | Norges Statsbaner (NSB) | 91 76 01 18 260-8 N-NSB |             |
| 2261                | Norges Statsbaner (NSB) | 91 76 01 18 261-6 N-NSB |             |
| 2262                | Norges Statsbaner (NSB) | 91 76 01 18 262-4 N-NSB |             |

## Treindiensten
De locomotieven worden als IC treinen op de volgende trajecten ingezet:
- Oslo - Kristiansand - Stavanger
- Oslo - Bergen (Bergensbanen)
- Oslo - Trondheim
- Flåmsbana vanaf september 2014.

Versterking ritten in de spits:
- Oslo - Halden
- Oslo - Skien